# ザ・モンキーズ 恋の合言葉HEAD!
『ザ・モンキーズ 恋の合言葉HEAD!』（原題:The Head）は1968年に公開されたアメリカ合衆国のコメディ音楽映画である。モンキーズの唯一の主演映画である。

## 概要
1966年9月からアメリカNBC系列で放映された人気番組『ザ・モンキーズ・ショー』は1968年3月に終了し、相前後してモンキーズのレコードの売り上げもバンドとしての活動も低迷し始めた。本作はそのような状況で企画されて、1968年2月から5月にかけて撮影された。
モンキーズの結成の企画者の1人だった監督のボブ・ラフェルソンの意図により、脚本にはジャック・ニコルソンが起用された。彼は『ザ・モンキーズ・ショー』を全く無視して当時の反戦活動やヒッピー、サイケデリックなどを盛り込み、「モンキーズのメンバー4人にベトナム戦争の召集令状が舞い込んで、嫌がる彼等が様々な場所を逃げ回る」という内容に仕立てた。
同年11月に公開された本作はビートルズの映画『マジカル・ミステリー・ツアー』（1967年）と同じように意味不明のシーンが連続する内容で、興行的には大失敗に終わった。原因は一番のターゲットであるモンキーマニアの少女たちを取り込めなかったことにある。公開後にメンバーのピーター・トークが脱退した為、本作がオリジナルメンバーとしての最後の主演作になってしまった。
同年12月、モンキーズ名義の同名サウンドトラックアルバムが発表された。1990年代にライコがボーナス・トラックを追加しリマスターして再発された。
日本では内容の為に上映が見送られていたが、1981年のモンキーズのリバイバルブームに便乗した形で本邦初公開となった。2004年にはNHK・BSで深夜に初放送となった。ビデオ・DVDが発売されていたが、2017年8月の時点ではいずれも廃盤である。

## スタッフ
- 監督： ボブ・ラフェルソン
- 製作： ボブ・ラフェルソン、ジャック・ニコルソン
- 製作総指揮： バート・シュナイダー
- 脚本： ボブ・ラフェルソン、 ジャック・ニコルソン
- 撮影： マイケル・ヒューゴ

## キャスト
- ザ・モンキーズ
  - ミッキー・ドレンツ
  - デイビー・ジョーンズ
  - マイク・ネスミス
  - ピーター・トーク
- ヴィクター・マチュア
- テリー・ガー
- アネット・ファニセロ
- エイブラハム・ソファー
- フランク・ザッパ[1][注釈 1]
- ジャック・ニコルソン[注釈 2]
- デニス・ホッパー[注釈 2]